# 황금물고기 (2002년 드라마)
《황금물고기》는 KBS 2TV에서 2002년 2월 17일에 방영된 드라마시티이다.

## 등장 인물
- 임동진
- 선우은숙
- 최용민
- 최민용
- 김형종
- 임예원